# 大衛·格雷
大衛‧格雷（David Gray，1968年6月13日—），英國創作歌手。原名David Peter Gray，生于英國,Sale, Greater Manchester。